# アーネスト・ハーパー
アーネスト・ハーパー（Ernest "Ernie" Harper、1902年8月2日 - 1979年10月9日）は、イギリスの陸上競技選手である。専門は長距離走・マラソン。
彼は、オリンピックの陸上競技にイギリス代表として3回出場した。そのうち1936年ベルリンオリンピックのマラソンでは、日本代表として出場した朝鮮半島出身の孫基禎に続いて2位に入り、銀メダルを獲得した。

## 経歴
アーネスト・ハーパーは、1902年にダービーシャー州のチェスターフィールドで生まれた。若いころから粘土鉱山で働き、陸上競技を始めたのは10代後半になってからのことであった。ハーパーは1896年創立のスポーツクラブ、ハラムシャー・ハリアーズ（Hallamshire Harriers）に加入した。
彼は陸上の長距離走に才能を発揮し、1924年パリオリンピック、1928年アムステルダムオリンピック、1936年ベルリンオリンピックの合計3回、オリンピック陸上競技のイギリス代表として出場している。ハーパーは11歳のころからの喫煙者であり、レース中の水分補給については筋肉が痙攣するという理由で拒んでいたという。
パリオリンピックでは、10000メートル走とクロスカントリーに出場した。10000メートル走では31分秒0の記録で、完走16人中の5位に入った。この大会でのクロスカントリーは40度以上の酷暑の中で実施され、サバイバルテストの様相を呈した。ハーパーは個人競技で4位（出場38人中完走15人）に入ったものの、団体競技 では彼以外の完走者がいなかったため、イギリスチームは順位なしに終わった。
4年後のアムステルダムオリンピックでは、マラソンのみに出場した。競技は8月5日の午後3時14分にスタートし、ハーパーは2時間45分44秒の記録で完走者57人中の22位に入った。
続く1932年ロサンゼルスオリンピックには、病気のため出場しなかった。1936年ベルリンオリンピックでは、マラソンのみに出場した。ハーパーは前回ロサンゼルスオリンピックの金メダリスト、アルゼンチン代表のファン＝カルロス・サバラやフィンランド代表のエルッキ・タミラとヴァイノ・ムイノネン（en:Väinö Muinonen）、日本代表として出場した孫基禎などとともに優勝候補に挙げられていた。このときハーパーは既に34歳になっていて、レースの際には皺深い顔に苦悶の表情を浮かべながら走っていた。
オリンピックの開催中、ベルリンでは曇りがちで涼しく過ごしやすい気候が続いていた。選手たちにとって不運なことに、マラソン競技当日の8月9日になって不意に暑さが戻り陽射しも強くなった。レースは27の国から56人の選手が出場して午後3時にスタートし、早速サバラが非常に速いペースで飛び出した。当日の天候を考慮に入れた他の選手たちは、あえて彼について行かなかった。10キロ地点では、サバラ、ポルトガル代表のマヌエル・ディアス（en:Manuel Dias (athlete)）、アメリカ合衆国代表のエリソン・ブラウン（en:Ellison Brown）、ハーパー、孫の順位だった。折り返し地点では、サバラが2位以降の選手たちを250メートル引き離して独走を続けていた。
先行するサバラの後方で、英会話の心得が多少あった孫はハーパーと並走しながら会話を交わした。ハーパーは孫に身振り手振りを交えて、この暑さではサバラはやがて駄目になると「まだまだスロー、セーブ、セーブ」と言った。最初のうち孫は、このベテラン選手の心理作戦ではないかと警戒したというが、それにしてはハーパーの口調は真に迫っていた。28キロ地点を過ぎたところで、サバラはオーバーペースがたたって急にスピードを落とした。それを機と見た孫が一気にスピードを上げようとしたところをハーパーは手で制して、自分のペースを守れと再度の忠告を与えた。孫とハーパーはサバラを抜き去った後もしばらく並走していたが、33キロ過ぎで孫が25秒先行し、そのまま差を広げて1位でオリンピアシュタディオンに戻ってきた。
優勝した孫の記録は2時間29分19秒2で、これは当時のオリンピックマラソン最高記録であった。ハーパーは2時間31分23秒2の記録で2位に入って銀メダルを獲得し、3位には折り返し点で14位だった日本代表の南昇竜が追い上げて2時間31分42秒0の記録で銅メダルを獲得する結果となった。サバラは結局棄権し、出場56選手中のうち42名が完走した。孫は自分が勝ったのは、ハーパーの忠告のおかげだと感謝の意を述べた。
ハーパーにはマラソンでの優勝経験は1度もなかったが、1923年、1926年、1927年、1929年の4回にわたってAAA（en:Amateur Athletic Association of England）主催の10マイル走選手権で優勝している。1930年にカナダのハミルトンで開催されたブリティッシュ・エンパイア・ゲームズでは6マイル走で銀メダルを獲得した。1939年にはプロに転向し、1950年に娘の移住先のオーストラリアに自分も移り住んだ。彼は自分が獲得したメダルの多くを、家族の生計を支えるために売却した。ハーパーはビクトリア州ローズバッドで1979年に死去している。